# كلاريس سميث
كلاريس سميث (بالإنجليزية: Clarice Smith)‏ هي رسامة أمريكية، ولدت في 1933 في واشنطن العاصمة في الولايات المتحدة.

## وصلات خارجية
- الموقع الرسمي